# 55e parallèle nord
Pour les articles homonymes, voir 55e parallèle.

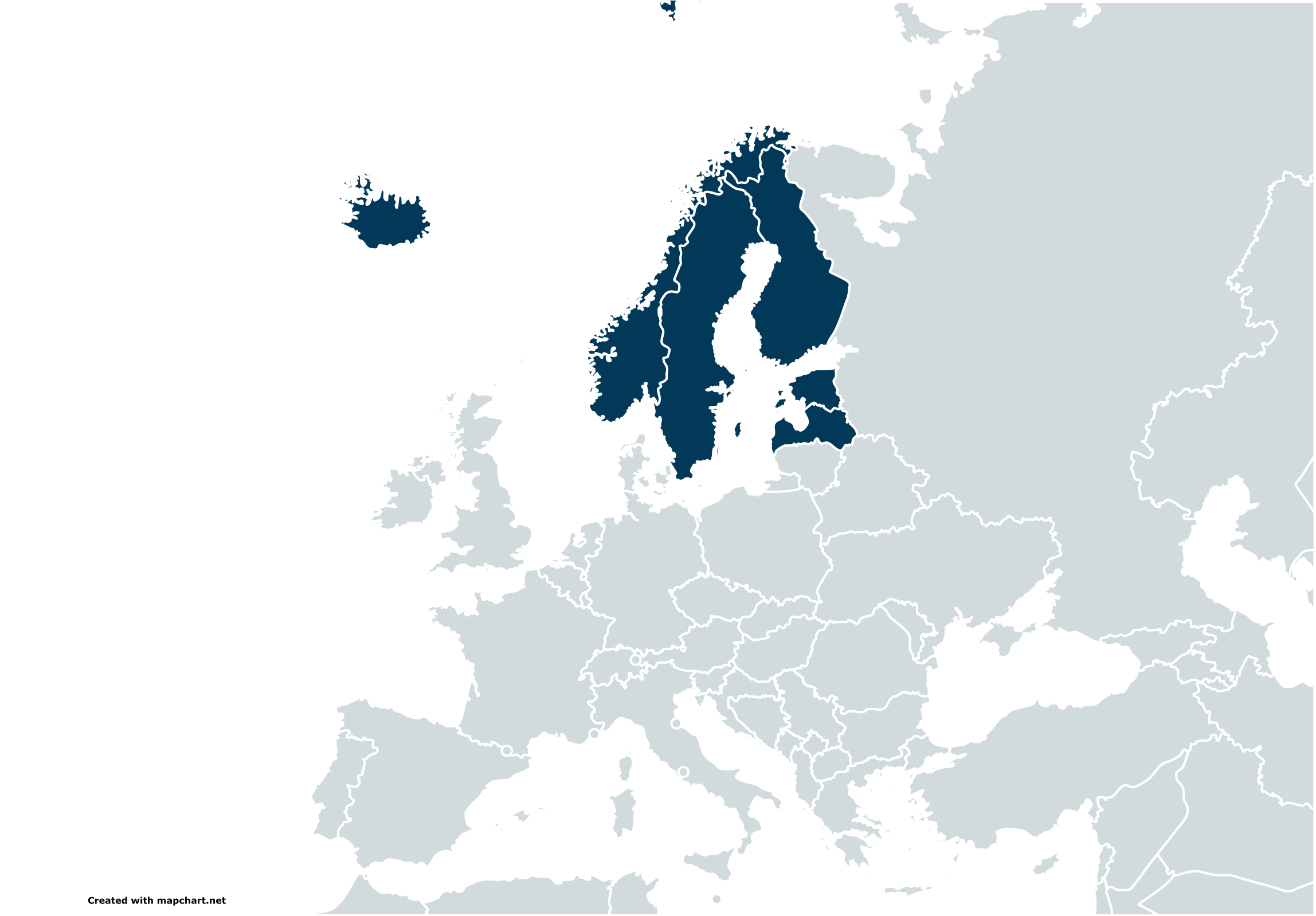
Pays européens entièrement situés au nord du 55^{e} parallèle nord.

En géographie, le 55e parallèle nord est le parallèle joignant les points de la surface de la Terre dont la latitude est égale à 55° nord.

## Géographie

### Dimensions
Dans le système géodésique WGS 84, au niveau de 55° de latitude nord, un degré de longitude équivaut à 63,994 km ; la longueur totale du parallèle est donc de 23 038 km, soit environ  57,5% de celle de l'équateur. Il en est distant de 6 097 km et du pôle Nord de 3 905 km,.
Comme tous les autres parallèles à part l'équateur, le 55e parallèle nord n'est pas un grand cercle et n'est donc pas la plus courte distance entre deux points, même situés à la même latitude. Par exemple, en suivant le parallèle, la distance parcourue entre deux points de longitude opposée est 11 519 km ; en suivant un grand cercle (qui passe alors par le pôle nord), elle n'est que de 7 810 km.

### Durée du jour
À cette latitude, le soleil est visible pendant 17 heures et 23 minutes au solstice d'été, et 7 heures et 10 minutes au solstice d'hiver.

### Régions traversées

#### Pays traversés
- États-Unis ( Alaska)
- Canada
- Irlande
- Royaume-Uni
- Allemagne
- Danemark
- Russie ( oblast de Kaliningrad)
- Lituanie
- Bélarus
- Russie
- Kazakhstan
- Russie